# Championnats du monde d'athlétisme en salle 1987, résultats détaillés
Résultats détaillés des Championnats du monde d'athlétisme en salle 1987 d'Indianapolis.

## Épreuves au programme
| Courses : 60 m - 200 m - 400 m - 800 m - 1 500 m - 3 000 m Obstacles : 60 m haies Marche : 3000 m Sauts : Hauteur - Longueur - Triple saut - Perche Lancers: - Poids Légende |

## Résultats

### 60 m
| Rang | Pays       | Athlète              | Temps       |
| ---- | ---------- | -------------------- | ----------- |
| 1    | États-Unis | Lee McRae            | 6 s 50 (RC) |
| 2    | États-Unis | Mark Witherspoon     | 6 s 54      |
| 3    | Italie     | Pierfrancesco Pavoni | 6 s 59      |
| 4    | Italie     | Antonio Ullo         | 6 s 64      |
| 5    | Belgique   | Ronald Desruelles    | 6 s 67      |
|      | Canada     | Ben Johnson          | disq        |

| Rang | Pays       | Athlète                  | Temps       |
| ---- | ---------- | ------------------------ | ----------- |
| 1    | Pays-Bas   | Nelli Cooman             | 7 s 08 (RC) |
| 2    | Canada     | Angella Issajenko-Taylor | 7 s 08      |
| 3    | Bulgarie   | Anelia Nuneva            | 7 s 10      |
| 4    | Canada     | Angela Bailey            | 7 s 12      |
| 5    | Jamaïque   | Merlene Ottey            | 7 s 13      |
| 6    | États-Unis | Michelle Finn            | 7 s 19      |

### 200 m
| Rang | Pays        | Athlète                 | Temps        |
| ---- | ----------- | ----------------------- | ------------ |
| 1    | États-Unis  | Kirk Baptiste           | 20 s 73 (RC) |
| 2    | France      | Bruno Marie-Rose        | 20 s 89      |
| 3    | Brésil      | Robson Caetano da Silva | 20 s 92      |
| 4    | France      | Gilles Quénéhervé       | 20 s 97      |
| 5    | États-Unis  | James Butler            | 21 s 05      |
| 6    | Royaume-Uni | Donovan Reid            | 21 s 53      |

| Rang | Pays               | Athlète            | Temps        |
| ---- | ------------------ | ------------------ | ------------ |
| 1    | Allemagne de l'Est | Heike Drechsler    | 22 s 27 (RM) |
| 2    | Jamaïque           | Merlene Ottey-Page | 22 s 66      |
| 3    | Jamaïque           | Grace Jackson      | 23 s 21      |
| 4    | États-Unis         | Alice Jackson      | 23 s 55      |
| 5    | Nigeria            | Mary Onyali        | 23 s 56      |
| 6    | Canada             | Angela Phipps      | 23 s 77      |

### 400 m
| Rang | Pays              | Athlète           | Temps        |
| ---- | ----------------- | ----------------- | ------------ |
| 1    | États-Unis        | Antonio McKay     | 45 s 98 (RC) |
| 2    | Cuba              | Roberto Hernández | 46 s 09      |
| 3    | États-Unis        | Michael Franks    | 46 s 19      |
| 4    | Trinité-et-Tobago | Ian Morris        | 46 s 57      |
| 5    | Royaume-Uni       | Paul Harmsworth   | 46 s 59      |
| 6    | Pays-Bas          | Arjan Vissermann  | 47 s 11      |

| Rang | Pays               | Athlète                 | Temps        |
| ---- | ------------------ | ----------------------- | ------------ |
| 1    | Allemagne de l'Est | Sabine Busch            | 51 s 66 (RC) |
| 2    | États-Unis         | Lillie King-Leatherwood | 52 s 54      |
| 3    | Hongrie            | Judit Forgács           | 52 s 68      |
| 4    | Union soviétique   | Olga Nazarova           | 52 s 76      |
| 5    | Bulgarie           | Rossitza Stamenova      | 53 s 56      |
| 6    | Canada             | Esmie Lawrence          | 54 s 38      |

### 800 m
| Rang | Pays             | Athlète           | Temps              |
| ---- | ---------------- | ----------------- | ------------------ |
| 1    | Brésil           | José Luiz Barbosa | 1 min 47 s 49 (RC) |
| 2    | Union soviétique | Vladimir Graudyn  | 1 min 47 s 68      |
| 3    | Maroc            | Faouzi Lahbi      | 1 min 47 s 79      |
| 4    | États-Unis       | Stanley Redwine   | 1 min 47 s 81      |
| 5    | Burundi          | Dieudonne Kwizera | 1 min 47 s 87      |
| 6    | Yougoslavie      | Slobodan Popovic  | 1 min 48 s 07      |

| Rang | Pays               | Athlète            | Temps              |
| ---- | ------------------ | ------------------ | ------------------ |
| 1    | Allemagne de l'Est | Christine Wachtel  | 2 min 01 s 32 (RC) |
| 2    | Tchécoslovaquie    | Gabriela Sedláková | 2 min 01 s 85      |
| 3    | Union soviétique   | Lyubov Kiryuchina  | 2 min 01 s 98      |
| 4    | Yougoslavie        | Slobodanka Colovic | 2 min 02 s 33      |
| 5    | Royaume-Uni        | Janet Bell         | 2 min 02 s 96      |
| 6    | États-Unis         | Joetta Clark       | 2 min 03 s 92      |

### 1 500 m
| Rang | Pays       | Athlète             | Temps              |
| ---- | ---------- | ------------------- | ------------------ |
| 1    | Irlande    | Marcus O'Sullivan   | 3 min 39 s 04 (RC) |
| 2    | Espagne    | José Manuel Abascal | 3 min 39 s 13      |
| 3    | Pays-Bas   | Han Kulker          | 3 min 39 s 51      |
| 4    | États-Unis | Jim Spivey          | 3 min 39 s 63      |
| 5    | Australie  | Michael Hillardt    | 3 min 39 s 77      |
| 6    | Canada     | Dave Campbell       | 3 min 40 s 82      |

| Rang | Pays             | Athlète           | Temps              |
| ---- | ---------------- | ----------------- | ------------------ |
| 1    | Roumanie         | Doina Melinte     | 4 min 05 s 68 (RC) |
| 2    | Union soviétique | Tatyana Samolenko | 4 min 07 s 08      |
| 3    | Union soviétique | Svetlana Kitova   | 4 min 07 s 59      |
| 4    | Roumanie         | Mitica Junghiatu  | 4 min 08 s 49      |
| 5    | Royaume-Uni      | Kirsty Wade       | 4 min 08 s 91      |
| 6    | Suisse           | Sandra Gasser     | 4 min 09 s 89      |

### 3 000 m
| Rang | Pays        | Athlète        | Temps              |
| ---- | ----------- | -------------- | ------------------ |
| 1    | Irlande     | Frank O'Mara   | 8 min 03 s 32 (RC) |
| 2    | Irlande     | Paul Donovan   | 8 min 03 s 89      |
| 3    | États-Unis  | Terry Brahm    | 8 min 03 s 92      |
| 4    | Royaume-Uni | Mark Rowland   | 8 min 04 s 27      |
| 5    | États-Unis  | Doug Padilla   | 8 min 05 s 55      |
| 6    | Kenya       | Julius Kariuki | 8 min 06 s 77      |

| Rang | Pays             | Athlète           | Temps              |
| ---- | ---------------- | ----------------- | ------------------ |
| 1    | Union soviétique | Tatyana Samolenko | 8 min 46 s 52 (RC) |
| 2    | Union soviétique | Olga Bondarenko   | 8 min 47 s 08      |
| 3    | Roumanie         | Maricica Puica    | 8 min 47 s 92      |
| 4    | Australie        | Krishna Wood      | 8 min 48 s 38      |
| 5    | Royaume-Uni      | Yvonne Murray     | 8 min 48 s 43      |
| 6    | Canada           | Lynn Williams     | 8 min 50 s 80      |

### 60 m haies
| Rang | Pays        | Athlète           | Temps       |
| ---- | ----------- | ----------------- | ----------- |
| 1    | États-Unis  | Tonie Campbell    | 7 s 51 (RC) |
| 2    | France      | Stéphane Caristan | 7 s 62      |
| 3    | Royaume-Uni | Nigel Walker      | 7 s 66      |
| 4    | Royaume-Uni | Colin Jackson     | 7 s 68      |
| 5    | Finlande    | Arto Bryggare     | 7 s 68      |
| 6    | Espagne     | Javier Moracho    | 7 s 89      |

| Rang | Pays               | Athlète            | Temps       |
| ---- | ------------------ | ------------------ | ----------- |
| 1    | Allemagne de l'Est | Cornelia Oschkenat | 7 s 82 (RC) |
| 2    | Bulgarie           | Yordanka Donkova   | 7 s 85      |
| 3    | Bulgarie           | Ginka Zagorcheva   | 7 s 99      |
| 4    | Suisse             | Rita Heggli        | 8 s 11      |
| 5    | Pays-Bas           | Marjan Olijslager  | 8 s 12      |
| 6    | Royaume-Uni        | Lesly Ann Skeete   | 8 s 18      |

### Saut en longueur
| Rang | Pays             | Athlète              | Longueur    |
| ---- | ---------------- | -------------------- | ----------- |
| 1    | États-Unis       | Larry Myricks        | 8,23 m (RC) |
| 2    | Nigeria          | Paul Emordi          | 8,01 m      |
| 3    | Italie           | Giovanni Evangelisti | 8,01 m      |
| 4    | Union soviétique | Robert Emmiyan       | 8,00 m      |
| 5    | États-Unis       | Brian Cooper         | 7,91 m      |
| 6    | Hongrie          | Laszlo Szalma        | 7,87 m      |

| Rang | Pays               | Athlète            | Longueur    |
| ---- | ------------------ | ------------------ | ----------- |
| 1    | Allemagne de l'Est | Heike Drechsler    | 7,10 m (RC) |
| 2    | Allemagne de l'Est | Helga Radtke       | 6,94 m      |
| 3    | Union soviétique   | Yelena Belevskaya  | 6,76 m      |
| 4    | Union soviétique   | Galina Chistyakova | 6,66 m      |
| 5    | Roumanie           | Valeria Ionescu    | 6,62 m      |
| 6    | Pologne            | Agata Karczmarek   | 6,43 m      |

### Saut en hauteur
| Rang | Pays             | Athlète            | Longueur    |
| ---- | ---------------- | ------------------ | ----------- |
| 1    | Union soviétique | Igor Paklin        | 2,38 m (RC) |
| 2    | Union soviétique | Gennadiy Avdeyenko | 2,38 m      |
| 3    | Tchécoslovaquie  | Jan Zvara          | 2,34 m      |
| 4    | Cuba             | Javier Sotomayor   | 2,32 m      |
| 5    | Suisse           | Roland Dalhäuser   | 2,32 m      |
| 6    | Roumanie         | Sorin Matei        | 2,32 m      |

| Rang | Pays                 | Athlète            | Longueur    |
| ---- | -------------------- | ------------------ | ----------- |
| 1    | Bulgarie             | Stefka Kostadinova | 2,05 m (RM) |
| 2    | Allemagne de l'Est   | Susanne Beyer      | 2,02 m      |
| 3    | Bulgarie             | Emilia Dragieva    | 2,00 m      |
| 4    | Union soviétique     | Tamara Bykova      | 1,94 m      |
| 5    | Royaume-Uni          | Diana Davies       | 1,91 m      |
| 6    | Allemagne de l'Ouest | Heike Redetzky     | 1,91 m      |

### Saut à la perche
| Rang | Pays             | Athlète          | Longueur    |
| ---- | ---------------- | ---------------- | ----------- |
| 1    | Union soviétique | Sergueï Bubka    | 5,85 m (RC) |
| 2    | États-Unis       | Earl Bell        | 5,80 m      |
| 3    | France           | Thierry Vigneron | 5,80 m      |
| 4    | France           | Ferenc Salbert   | 5,80 m      |
| 5    | Pologne          | Marian Kolasa    | 5,75 m      |
| 6    | Bulgarie         | Atanas Tarev     | 5,70 m      |

### Triple saut
| Rang | Pays             | Athlète          | Longueur     |
| ---- | ---------------- | ---------------- | ------------ |
| 1    | États-Unis       | Mike Conley      | 17,54 m (RC) |
| 2    | Union soviétique | Oleg Protsenko   | 17,26 m      |
| 3    | Bahamas          | Frank Rutherford | 17,02 m      |
| 4    | Bulgarie         | Khristo Markov   | 16,96 m      |
| 5    | États-Unis       | Al Joyner        | 16,92 m      |
| 6    | Nigeria          | Joseph Taiwo     | 16,65 m      |

### Marche 3000 m
| Rang | Pays             | Athlète             | Temps               |
| ---- | ---------------- | ------------------- | ------------------- |
| 1    | Union soviétique | Mikhail Shchennikov | 18 min 27 s 79 (RM) |
| 2    | Tchécoslovaquie  | Jozef Pribilinec    | 18 min 27 s 80      |
| 3    | Mexique          | Ernesto Canto       | 18 min 38 s 71      |
| 4    | Tchécoslovaquie  | Roman Mrazek        | 18 min 47 s 95      |
| 5    | Australie        | David Smith         | 18 min 52 s 20      |
| 6    | Hongrie          | Sandor Urbanik      | 19 min 06 s 19      |

| Rang | Pays             | Athlète        | Temps               |
| ---- | ---------------- | -------------- | ------------------- |
| 1    | Union soviétique | Olga Krishtop  | 12 min 05 s 49 (RM) |
| 2    | Italie           | Giuliana Salce | 12 min 36 s 76      |
| 3    | Canada           | Ann Peel       | 12 min 38 s 97      |
| 4    | Tchécoslovaquie  | Dana Vavracova | 12 min 47 s 49      |
| 5    | Espagne          | Emilia Cano    | 13 min 02 s 41      |
| 6    | Suède            | Ann Jansson    | 13 min 04 s 29      |

### Lancer du poids
| Rang | Pays               | Athlète           | Distance     |
| ---- | ------------------ | ----------------- | ------------ |
| 1    | Allemagne de l'Est | Ulf Timmermann    | 22,24 m (RC) |
| 2    | Suisse             | Werner Günthör    | 21,61 m      |
| 3    | Union soviétique   | Sergey Smirnov    | 20,67 m      |
| 4    | États-Unis         | Greg Tafralis     | 20,26 m      |
| 5    | Norvège            | Arvid Lars Nilsen | 20,09 m      |
| 6    | États-Unis         | Ron Backes        | 20,02 m      |

| Rang | Pays                 | Athlète            | Distance     |
| ---- | -------------------- | ------------------ | ------------ |
| 1    | Union soviétique     | Natalya Lisovskaya | 20,52 m (RC) |
| 2    | Allemagne de l'Est   | Ilona Briesenick   | 20,28 m      |
| 3    | Allemagne de l'Ouest | Claudia Losch      | 20,14 m      |
| 4    | Allemagne de l'Est   | Heidi Krieger      | 20,00 m      |
| 5    | Union soviétique     | Natalya Akhrimenko | 19,32 m      |
| 6    | États-Unis           | Ramona Pagel       | 19,25 m      |

## Légende
- WR : Record du monde
- ER : Record d'Europe
- CR : Record des championnats